# Xylosteus bartoni
Xylosteus bartoni är en skalbaggsart som beskrevs av Jan Obenberger och Maran 1933. Xylosteus bartoni ingår i släktet Xylosteus och familjen långhorningar. Inga underarter finns listade i Catalogue of Life.